# Liste der Baudenkmale in Görzke
In der Liste der Baudenkmale in Görzke sind alle Baudenkmale der brandenburgischen Gemeinde Görzke und ihrer Ortsteile aufgelistet. Grundlage ist die Veröffentlichung der Landesdenkmalliste mit dem Stand vom 31. Dezember 2020. Die Bodendenkmale sind in der Liste der Bodendenkmale in Görzke aufgeführt.

## Legende
In den Spalten befinden sich folgende Informationen:
- ID-Nr.: Die Nummer wird vom Brandenburgischen Landesamt für Denkmalpflege vergeben. Ein Link hinter der Nummer führt zum Eintrag über das Denkmal in der Denkmaldatenbank. In dieser Spalte kann sich zusätzlich das Wort Wikidata befinden, der entsprechende Link führt zu Angaben zu diesem Denkmal bei Wikidata.
- Lage: die Adresse des Denkmales und die geographischen Koordinaten. Link zu einem Kartenansichtstool, um Koordinaten zu setzen. In der Kartenansicht sind Denkmale ohne Koordinaten mit einem roten beziehungsweise orangen Marker dargestellt und können in der Karte gesetzt werden. Denkmale ohne Bild sind mit einem blauen bzw. roten Marker gekennzeichnet, Denkmale mit Bild mit einem grünen beziehungsweise orangen Marker.
- Bezeichnung: Bezeichnung in den offiziellen Listen des Brandenburgischen Landesamtes für Denkmalpflege. Ein Link hinter der Bezeichnung führt zum Wikipedia-Artikel über das Denkmal.
- Beschreibung: die Beschreibung des Denkmales
- Bild: ein Bild des Denkmales und gegebenenfalls einen Link zu weiteren Fotos des Baudenkmals im Medienarchiv Wikimedia Commons

## Über die Gemeindegrenzen hinaus
| ID-Nr.                           | Lage   | Bezeichnung | Beschreibung | Bild           |
| -------------------------------- | ------ | --- | --- | -------------- |
| 09190868                         | (Lage) | Buckautalbahn, Streckenstück, einschließlich Anschlussgleis zum ehemaligen Quelleauslieferungslager in Bücknitz und Endpunkt Görzke sowie dort aufgestellte Diesellok | Die erhaltenen Reste der Bahnstrecke Wusterwitz–Görzke stehen als ortsübergreifendes Denkmal unter Schutz. In Görzke betrifft das die Bahntrasse auf Gemeindegebiet (seit 2012 als Radweg genutzt) und eine im Bahnhof abgestellte Diesellokomotive. | weitere Bilder |
| 09192296 Teilobjekt zu: 09190868 | (Lage) | Bahntrasse | | Bahntrasse     |
| 09192298 Teilobjekt zu: 09190868 | (Lage) | Lokomotive | Die Lokomotive V 10 B wurde 1960 vom VEB Lokomotivbau Karl Marx in Potsdam-Babelsberg hergestellt. | Lokomotive     |

## Denkmale in den Ortsteilen

### Dangelsdorf
| ID-Nr.   | Lage   | Bezeichnung                         | Beschreibung | Bild           |
| -------- | ------ | ----------------------------------- | --- | -------------- |
| 09190180 | (Lage) | Wüste Kirche, nördlich der Dorflage | Die ehemalige Dorfkirche wurde Anfang des 14. Jahrhunderts erbaut. Seit etwa 600 Jahren ist die Kirche wüst. Es stehen noch die fast komplette Westwand, ein Teil der Ostwand und die Umrisse der ehemaligen Seitenmauern. | weitere Bilder |

### Görzke
| ID-Nr.                           | Lage                         | Bezeichnung | Beschreibung | Bild |
| -------------------------------- | ---------------------------- | --- | --- | --- |
| 09190175 Wikidata                | Kirchstraße 10 (Lage)        | Stadtpfarrkirche | Die evangelische Kirche stammt aus der spätromanischen Zeit. Das Aussehen der heutigen Kirche stammt aber von Umbauten im 18. Jahrhundert her. Das Innere stammt aus der Zeit von 1881 bis 1882.                                                            | weitere Bilder |
| 09190569 Wikidata                | Markt, Untertorstraße (Lage) | Kriegerdenkmal am Markt | Das Denkmal wurde am 2. September 1879 enthüllt und erinnert an die gefallenen Soldaten aus dem Deutsch-Französischen Krieg. Die Gedenktafel wurde am 30. August 1925 ersetzt und erinnert seit dieser Zeit auch an die Gefallenen aus dem Ersten Weltkrieg | weitere Bilder |
| 09190883                         | (Lage)                       | Straßenpflasterung der Angerstraße, August-Bebel-Straße, Burgstraße (in Teilen), Breite Straße, Kirchstraße (Teilbereich zwischen Markt und Kirche ausgenommen), Oberhofstraße, Obertorstraße, Postplatz, Untertorstraße sowie der Verbindung Breite und August-Bebel-Straße. | | Straßenpflasterung der Angerstraße, August-Bebel-Straße, Burgstraße (in Teilen), Breite Straße, Kirchstraße (Teilbereich zwischen Markt und Kirche ausgenommen), Oberhofstraße, Obertorstraße, Postplatz, Untertorstraße sowie der Verbindung Breite und August-Bebel-Straße. |
| 09190176 Wikidata                | Chausseestraße 54 (Lage)     | Töpferei | Das zweigeschossige Gebäude mit Satteldach ist massiv und in Fachwerkbauweise erbaut | Töpferei |
| 09191023                         | Kirchstraße 7 (Lage)         | Küsterhaus mit Grundstücksmauer | Das frühere Küsterhaus stammt aus dem 18. Jahrhundert und ist ein eingeschossiger massiver verputzter Fachwerkbau. Die Mauer des Anwesens ist aus Ziegeln errichtet.                                                                                        | Küsterhaus mit Grundstücksmauer |
| 09190177                         | Kirchstraße 8 (Lage)         | Pfarrgehöft | Das Gebäude stammt aus der ersten Hälfte des 19. Jahrhunderts und ist ein eingeschossiger verputzter Ziegelbau mit Krüppelwalmdach. Ebenfalls denkmalgeschützt ist eine eingeschossige Fachwerkscheune auf dem Grundstück.                                  | Pfarrgehöft |
| 09191569 Teilobjekt zu: 09190177 | Kirchstraße 8 (Lage)         | Scheune | Die Scheune befindet sich südwestlich des Pfarrhauses. Es ist ein eingeschossiges Fachwerkhaus aus der ersten Hälfte des 19. Jahrhunderts. | BW |
| 09190178                         | Kirchstraße 16 (Lage)        | Herrenhaus | | Herrenhaus |
| 09190179 Wikidata                | Kirchstraße 18 (Lage)        | Dampfmaschine, im Wirtschaftsgebäude des Gutshofs | | weitere Bilder |

### Hohenlobbese
| ID-Nr.            | Lage   | Bezeichnung | Beschreibung | Bild           |
| ----------------- | ------ | ----------- | --- | -------------- |
| 09190220 Wikidata | (Lage) | Dorfkirche  | Die evangelische Kirche wurde in der ersten Hälfte des 13. Jahrhunderts erbaut. Es ist ein Saalbau aus Feldstein mit einem eingezogenen Chor. Die Ausstattung im Inneren ist aus der Zeit um 1697. Im Chor befinden sich Epitaphe. Neben der Kirche steht ein hölzerner Glockenstuhl. | weitere Bilder |